# Swornica Czarnowąsy
Swornica Czarnowąsy – polski klub piłkarski z siedzibą w Czarnowąsach, założony w 1946 roku. W sezonie 2024/2025 swoje mecze rozgrywa w klasie A.

## Sezon po sezonie[1]
- 2001/2002 – Liga okręgowa, grupa Opole I
- 2002/2003 – IV liga, grupa opolska
- 2003/2004 – III liga, grupa III
- 2004/2005 – IV liga, grupa opolska
- 2005/2006 – IV liga, grupa opolska
- 2006/2007 – IV liga, grupa opolska
- 2007/2008 – IV liga, grupa opolska
- 2008/2009 – IV liga, grupa opolska
- 2009/2010 – IV liga, grupa opolska
- 2010/2011 – IV liga, grupa opolska
- 2011/2012 – IV liga, grupa opolska
- 2012/2013 – III liga, grupa opolsko-śląska
- 2013/2014 – III liga, grupa opolsko-śląska
- 2014/2015 – III liga, grupa opolsko-śląska[2]
- 2015/2016 – Klasa okręgowa, grupa opolska I
- 2016/2017 – IV liga, grupa opolska
- 2017/2018 – IV liga, grupa opolska
- 2018/2019 – IV liga, grupa opolska
- 2019/2020 – IV liga, grupa opolska[3]
- 2020/2021 – IV liga, grupa opolska[4]
- 2023/2024 – Klasa B, grupa opolska V

## Sukcesy
- 15. miejsce w III lidze w sezonie 2003/2004